# 乌拉尔重型机器制造厂
乌拉尔重型机器制造厂（俄语：Уральский Завод Тяжелого Машиностроения），位于俄罗斯葉卡捷琳堡，是一家重型机器制造厂。過去有一段時間以谢尔戈·奥尔忠尼启则命名，稱爲奥尔忠尼启则乌拉尔重型机器制造厂。主要产品为T-90主戰坦克与重型自行火炮。现有員工16,500人。

## 历史
乌拉尔重型机器制造厂建成于1933年。在第二次世界大战前，主要为乌拉尔和西伯利亚的矿山与冶金行业制造高爐设备、燒結设备、轧钢机、压力机、起重机等机械产品。此外，还生产122毫米榴弹炮M1938（M-30），这些重型装备都是单件设计。蔣經國和陳立夫都曾在此学习和工作。
该厂在苏德战争期间隶属于坦克工业人民委员部。最初生产坦克裝甲車身，后生产T-34坦克、SU-122突擊炮、SU-85自行反坦克炮、SU-100驅逐戰車。
二战后，苏联投入巨资进行技改与扩大产能，生产重型电铲、钻机、研磨机、破碎机等机械。

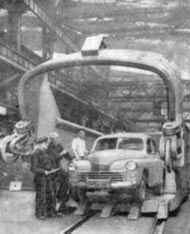
首批电铲的一個铲斗和一台GAZ-M20 Pobeda汽車，1952年

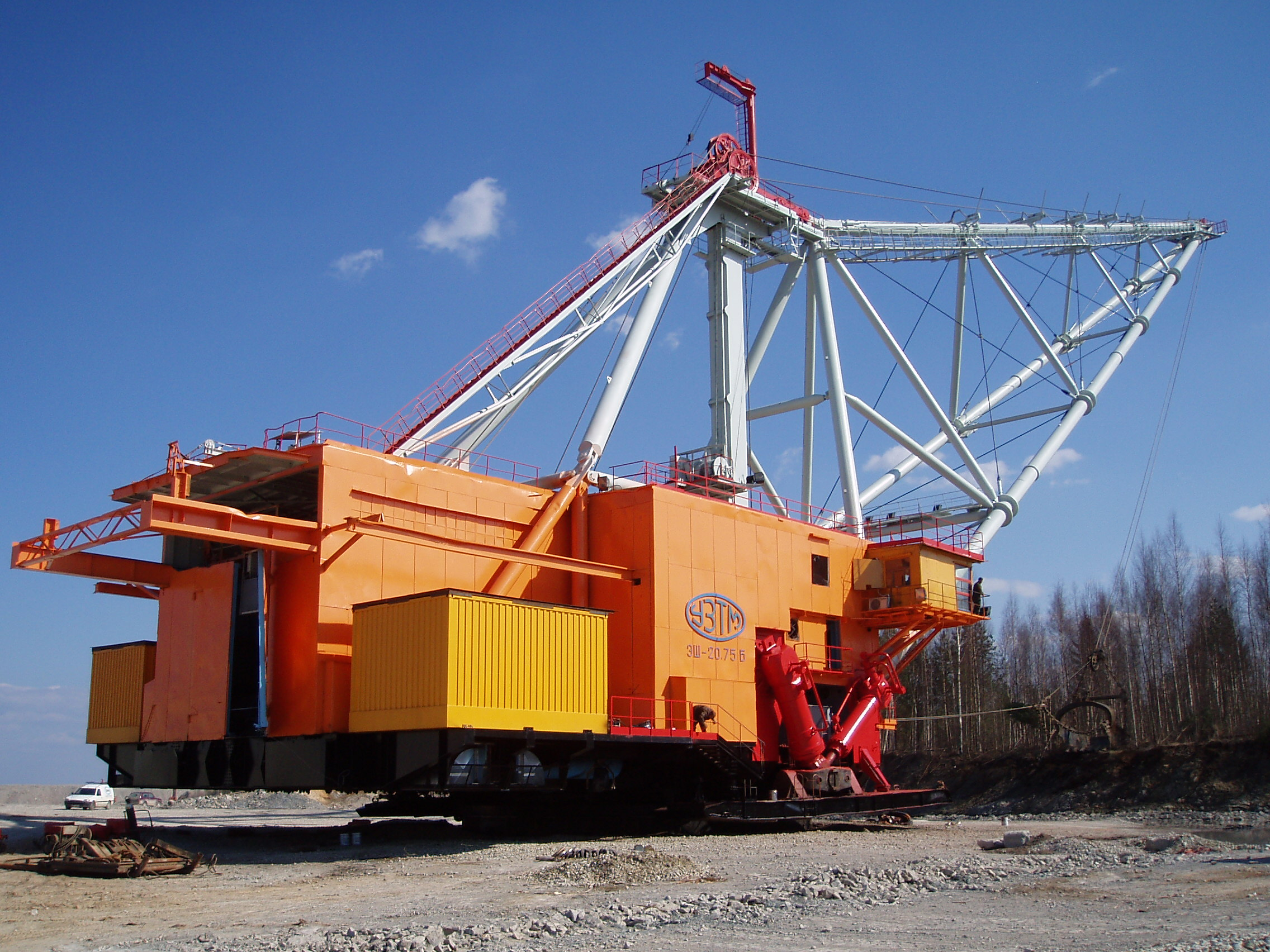
爱沙尼亚纳尔瓦油頁岩露天矿用的拉铲挖掘机，2005年

该厂在1950年時为航空航天工业研制了重型液壓沖床。

## 荣誉
- 列寧勳章（1939年4月15日）
- 劳动红旗勋章（1942年6月5日）
- 列宁勋章（1944年1月5日）
- 列宁勋章（1944年11月18日）
- 一級衛國戰爭勳章（1945年6月21日）
- 紅旗勳章（1945年9月16日）
- 十月革命勋章（1971年1月22日）
- 劳动红旗勋章（俄语：Орден «Красное Знамя Труда»）（保加利亞人民共和國，1973年5月22日）
- 指揮官十字星級功績勳章（英语：Order of Merit of the Republic of Poland）（波兰人民共和国，1976年10月12日）
- 友谊勋章（捷克斯洛伐克社会主义共和国，1978年7月7日）[5]
- 劳动红旗勋章（1983年7月14日）